# 庫爾姆巴赫
库尔姆巴赫（德語：Kulmbach，發音：[ˈkʊlmbax] ⓘ）是德国巴伐利亚州上弗兰肯行政区库尔姆巴赫县的城市，也是库尔姆巴赫县的县治，面积92.77平方千米，2023年12月31日人口为26,052人。该市以库尔姆巴赫啤酒厂、普拉森堡城堡和德国锡人博物馆而闻名。

## 友好城市
库尔姆巴赫与以下城市结为友好城市：
- 土耳其 布尔萨（1998年）
- 苏格兰 基爾馬諾克（1974年）
- 義大利 卢戈（1974年）
- 奥地利 鲁斯特（1981年）
- 德国 萨尔费尔德（1988年）